# Brottning vid olympiska sommarspelen 1968
Brottningen vid olympiska sommarspelen 1968 hölls i Mexico City och var uppdelat i två discipliner; grekisk-romersk stil och fristil. Tävlingarna var endast öppna för män. 

## Medaljer

### Medaljsummering
| Plac. | Land            | Guld | Silver | Brons | Totalt antal medaljer |
| ----- | --------------- | ---- | ------ | ----- | --------------------- |
| 1     | Japan           | 4    | 1      | 0     | 5                     |
| 2     | Sovjetunionen   | 3    | 5      | 1     | 9                     |
| 3     | Bulgarien       | 2    | 3      | 1     | 6                     |
| 4     | Ungern          | 2    | 0      | 2     | 4                     |
| 5     | Östtyskland     | 2    | 0      | 0     | 2                     |
| 5     | Turkiet         | 2    | 0      | 0     | 2                     |
| 7     | Iran            | 1    | 0      | 2     | 3                     |
| 8     | Frankrike       | 0    | 2      | 0     | 2                     |
| 9     | USA             | 0    | 2      | 0     | 2                     |
| 10    | Mongoliet       | 0    | 1      | 3     | 4                     |
| 11    | Rumänien        | 0    | 1      | 2     | 3                     |
| 12    | Jugoslavien     | 0    | 1      | 1     | 2                     |
| 13    | Tjeckoslovakien | 0    | 0      | 2     | 2                     |
| 14    | Grekland        | 0    | 0      | 1     | 1                     |
| 14    | Västtyskland    | 0    | 0      | 1     | 1                     |

## Medaljtabell

### Fristil, herrar
| Klass                     | Guld                             | Silver                         | Brons                                  |
| Flugvikt Detaljer...      | Shigeo Nakata · Japan            | Richard Sanders · USA          | Chimedbazaryn Damdinsharav · Mongoliet |
| Bantamvikt Detaljer...    | Yojiro Uetake · Japan            | Donald Behm · USA              | Aboutaleb Talebi · Iran                |
| Fjädervikt Detaljer...    | Masaaki Kaneko · Japan           | Enju Todorov · Bulgarien       | Shamseddin Seyed-Abbasi · Iran         |
| Lättvikt Detaljer...      | Abdollah Movahed · Iran          | Enju Valtjev · Bulgarien       | Danzandarjaagiin Sereeter · Mongoliet  |
| Weltervikt Detaljer...    | Mahmut Atalay · Turkiet          | Daniel Robin · Frankrike       | Tömöriin Artag · Mongoliet             |
| Mellanvikt Detaljer...    | Boris Gurevitj · Sovjetunionen   | Jigjidiin Mönkhbat · Mongoliet | Prodan Gardzjev · Bulgarien            |
| Lätt tungvikt Detaljer... | Ahmet Ayık · Turkiet             | Shota Lomidze · Sovjetunionen  | József Csatári · Ungern                |
| Tungvikt Detaljer...      | Alexander Medved · Sovjetunionen | Osman Duraliev · Bulgarien     | Wilfried Dietrich · Västtyskland       |

### Grekisk-romersk stil, herrar
| Klass                     | Guld                        | Silver                            | Brons                            |
| Flugvikt Detaljer...      | Petar Kirov · Bulgarien     | Vladimir Bakulin · Sovjetunionen  | Miroslav Zeman · Tjeckoslovakien |
| Bantamvikt Detaljer...    | János Varga · Ungern        | Ion Baciu · Rumänien              | Ivan Kotjergin · Sovjetunionen   |
| Fjädervikt Detaljer...    | Roman Rurua · Sovjetunionen | Hideo Fujimoto · Japan            | Simion Popescu · Rumänien        |
| Lättvikt Detaljer...      | Muneji Munemura · Japan     | Stevan Horvat · Jugoslavien       | Petros Galaktopoulos · Grekland  |
| Weltervikt Detaljer...    | Rudolf Vesper · Östtyskland | Daniel Robin · Frankrike          | Károly Bajkó · Ungern            |
| Mellanvikt Detaljer...    | Lothar Metz · Östtyskland   | Valentin Olenik · Sovjetunionen   | Branislav Simić · Jugoslavien    |
| Lätt tungvikt Detaljer... | Bojan Radev · Bulgarien     | Nikolaj Jakovenko · Sovjetunionen | Nicolae Martinescu · Rumänien    |
| Tungvikt Detaljer...      | István Kozma · Ungern       | Anatolij Rosjtjin · Sovjetunionen | Petr Kment · Tjeckoslovakien     |